# Meet Virginia
Meet Virginia è una canzone scritta e registrata dalla rock band statunitense Train. È stata pubblicata nel maggio 1999 come secondo singolo dal loro omonimo primo album, Train. La canzone ha raggiunto la posizione numero 15 nella Billboard Hot 100, divenendo il loro primo successo in una top 20 e il loro primo singolo nella Hot 100. Ha anche raggiunto la top 30 della Mainstream Rock Songs, arrivando al numero 21, e della Alternative Songs, arrivando al numero 25.

## Critiche
Roxanne Blanford di AllMusic ha detto che "Meet Virginia" è una delle poche canzoni dall'album Train che ha "ispirato spunti e un testo che fa riflettere" ("inspired hooks and reflective lyrics"). Christa L. Titus, della rivista Billboard, nella sua recensione del secondo album della band, ha definito la canzone "un'ode alla ragazza della parte sbagliata delle tracce piena di bizzarre contraddizioni" ("ode to a wrong-side-of-the-tracks girl full of quirky contradictions").

## Video musicale
Per "Meet Virginia" è stato girato un video musicale ambientato in un country diner che vede protagonista l'attrice Rebecca Gayheart.

## Tracce
Promo del 1999:
1. Meet Virginia (Versione Pop) - 3:44
2. Meet Virginia (Versione Album) - 4:00
3. If You Leave (Live) - 3:26
4. I Am (Live) - 3:26
5. I Am (Live) - 4:35
6. Train (Live) - 5:50

## Classifiche
| Classifica (1999-2000)                        | Posizione più alta |
| --------------------------------------------- | ------------------ |
| Australia (ARIA)                              | 91                 |
| Canada (RPM)                                  | 15                 |
| Stati Uniti (Billboard Hot 100)               | 20                 |
| Stati Uniti (Billboard Hot 100 Airplay)       | 17                 |
| Stati Uniti (Billboard Adult Top 40)          | 2                  |
| Stati Uniti (Billboard Mainstream Rock Songs) | 21                 |
| Stati Uniti (Billboard Alternative Songs)     | 25                 |
| Stati Uniti (Billboard Top 40 Mainstream)     | 10                 |
| Stati Uniti (Billboard Pop Songs)             | 10                 |
| Stati Uniti (Billboard Alternative Songs)     | 25                 |

### Classifiche di fine anno
| Classifica di fine anno (2000)  | Posizione più alta |
| ------------------------------- | ------------------ |
| Stati Uniti (Billboard Hot 100) | 70                 |